# Мілан Стоядинович
Мі́лан Стояди́нович (сербохорв. Milan Stojadinović, серб. кир.: Милан Стојадиновић; нар. 4 серпня 1888, Чачак — пом. 26 жовтня 1961, Буенос-Айрес) — сербський та югославський політик, економіст, прем'єр-міністр Югославії у 1935—1939 роках, міністр закордонних справ Югославії з 1935 по 1939 рік. Тричі обіймав посаду міністра фінансів Югославії (1922—1924, 1924—1926, 1934—1935 рр.).

## Життєпис

### Ранні роки життя
Мілан Стоядинович народився 4 серпня 1888 року в сербському місті Чачак. Його батько Михайло був муніципальним суддею, якого в 1904 році перевели у Белград. Саме там юний Стоядинович здобув середню освіту та став прихильником Сербської соціал-демократичної партії. Пізніше він утвердився в переконанні, що визволення етнічних сербів, які жили в Австро-Угорській та Османській імперіях, було важливішим, ніж подолання прірви між вищими та нижчими класами, тому пішов стопами свого батька, вступивши до Народної радикальної партії Ніколи Пашича.
Влітку 1906 року Стоядиновича в нагороду за успішне закінчення середньої школи направили в Австрію вивчати німецьку мову. Перебуваючи там, він потрапив під вплив південнослов'янських молодіжних рухів, ставши прибічником югославської єдності. Пізніше він повернувся в Сербію та розпочав навчання на юридичному факультеті Белградського університету, спеціалізуючись з економіки та фінансів. Три роки навчався за кордоном: у Мюнхені і Потсдамі протягом 1910/1911 навчального року, у Парижі — 1911/1912 року та в Лондоні — 1912/1913 року. Перебування Стоядиновича в кайзерівській Німеччині глибоко позначилося на його економічних поглядах і змусило його написати докторську дисертацію на тему бюджету країни. Сильний вплив на нього справила німецька історична школа економіки, яка доводила, що економічну політику слід розробляти не стільки на основі універсальної моделі, скільки згідно з конкретними економічними та культурними умовами, панівними у певному суспільстві..

### Економіст
Свою компетентність в економіці Стоядинович засвідчив під час Балканських воєн 1912 і 1913 років та під час Першої світової війни, коли почав працювати в сербському Міністерстві фінансів. Після відступу сербської армії через Албанію взимку 1915 року він відбув разом із сербським урядом у вигнанні на грецький острів Корфу. Там залишався з 1916 до 1918 року, відзначившись як фінансовий експерт завдяки своїй допомозі у стабілізації сербського динара.
Під час перебування на Корфу познайомився зі своєю майбутньою дружиною Августою — жінкою змішаного грецько-німецького походження. Після війни вони оселилися в Белграді. 1919 року Стоядиновича призначили помічником управителя місцевого відділення Англійського комерційного банку. Через розбіжності з урядом прем'єр-міністра Любомира Давидовича та його Демократичної партії він подав у відставку з посади генерального директора Державної рахункової ради новоутвореного Королівства сербів, хорватів і словенців. У 1920—1921 рр. читав лекції з економіки в Белградському університеті, але швидко покинув викладацьку роботу.

### Міністр фінансів
1922 року у віці лише 34 років Стоядинович став міністром фінансів Королівства СХС. Він почав дописувати до белградської щоденної газети «Політика» та англомовного тижневика The Economist. Після проголошення королем Олександром I королівської диктатури у 1929 році Стоядинович став на бік фракції Народної радикальної партії, яка виступала проти надання монарху диктаторських повноважень. 1929 року Радикальна партія розпалася надвоє, причому її більша частини підтримала королівську диктатуру Олександра, тоді як Стоядинович приєднався до опозиційної частини на чолі з головним комітетом партії.
Попри те, що югославська влада підозрювала в ньому антимонархіста, він знову дістав призначення на посаду міністра фінансів, коли формувався новий уряд Боголюба Євтича, який став прем'єр-міністром після вбивства Олександра в Марселі в жовтні 1934 року. На той час Стоядинович був віце-президентом Белградської фондової біржі, головою річкової навігаційної компанії, директором британської радіомовної станції та британської суднобудівної компанії. Незважаючи на очевидність, що за вбивством короля Олександра стояли Італія й Угорщина, той факт, що Ліга Націй не вжила попри представлені Югославією докази їхньої причетності заходів проти жодної з цих країн, допомогло впевнити Стоядиновича у некорисності Ліги.

### Прем'єр-міністр

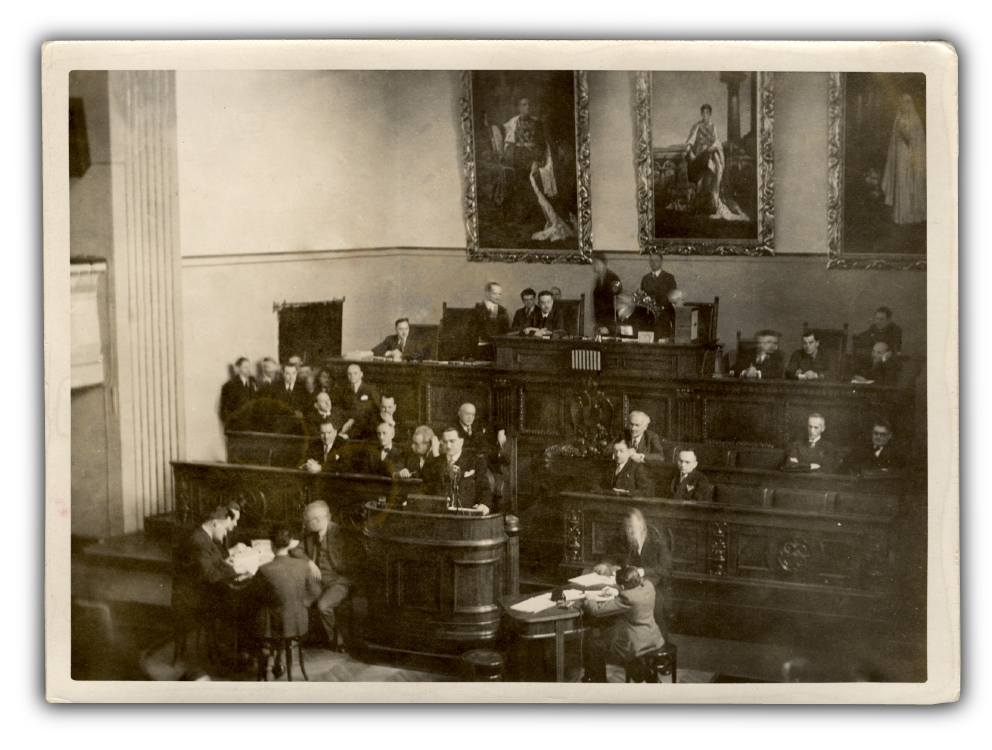
Мілан Стоядинович виступає під час сесії Національних зборів у 1936 р.

1935 року він очолив Сербську радикальну партію, яка спільно з деякими іншими політичними силами утворила коаліцію «Югославський радикальний союз» (сербохорв. Jugoslovenska Radikalna Zajednica) і перемогла на виборах. Ця коаліція складалася з сербських радикалів, Словенської народної партії на чолі з отцем Антоном Корошцем і Югославської мусульманської організації під орудою Мехмеда Спахо, що Стоядинович називав «триногим стільцем», якому не вистачало «четвертої ніжки», а саме — підтримки хорватів. Він писав у своїх мемуарах: «Я назвав нашу партію триногим стільцем, на якому можна було сидіти, коли це необхідно, хоча стілець із чотирма ніжками набагато стійкіший». 24 червня 1935 року його обрали прем'єр-міністром і міністром закордонних справ. Він пережив невдалу спробу вбивства, вчинену македонцем Дам'яном Арнаутовичем у 1935 році. Регент хлопчика-короля Петра II князь Павло призначив Стоядиновича прем'єр-міністром почасти тому, що його вважали за фінансового експерта, якому належало впоратися з наслідками Великої депресії, і почасти тому, що Стоядинович сприймався здатним укласти угоду з хорватськими політиками, щоб розв'язати гостре питання про те, чи Югославія повинна бути федерацією, чи унітарною державою. Одним із перших кроків нового прем'єра було послаблення цензури в пресі та звільнення 10 000 політичних в'язнів. Югославський радикальний союз допоміг Стоядиновичу зробити «скупщину» (парламент) покірною, хоча він так і не став масовим рухом, як це передбачав Стоядинович.

#### Внутрішня політика

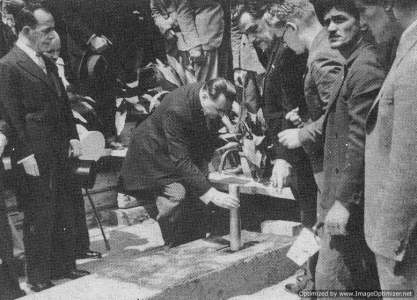
Мілан Стоядинович закладає камінь у фундамент будівлі юридичного факультету в Белграді 1937 року

Британський історик Річард Кремптон писав, що основа влади Стоядиновича спиралася на «політичне махлярство» і корупцію, оскільки Югославський радикальний союз функціонував радше як машина патронажу дуже поширеного на Балканах типу, а не як фашистський масовий рух, який задумував Стоядинович. Міжвоєнна Югославія характеризувалася етатистською економічною системою, де держава відігравала вельми значну роль в економіці. Югославська держава володіла в країні всіма або більшою частиною залізниць, доків, шахт, сталеплавильних заводів, лісів, млинів, лікарень, банків, видавництв, готелів, драматичних та оперних театрів тощо, одночасно володіючи монополією на виробництво, розповсюдження та продаж сірників, солі, цигаркового паперу, тютюну та гасу. Оскільки робочі місця в державному секторі оплачувалися значно краще, ніж у приватному, і було більше можливостей для корупції, в державному секторі існувала велика конкуренція за робочі місця, особливо в такій бідній країні, як Югославія, тобто будь-який уряд, який правив у Белграді, міг заручитися значною підтримкою, керуючи механізмом патронажу, яким роздавав робочі місця в державному секторі в обмін на голоси виборців. Кожен уряд у міжвоєнній Югославії використовував спроможності патронажу, щоб винагороджувати своїх прихильників робочими місцями в державному секторі та карати своїх ворогів, позбавляючи їх можливості працювати в державному секторі. Стоядинович, як і його попередники, створив машину патронажу як основу своєї влади, завдяки чому членів Югославського радикального союзу нагороджували працевлаштуванням у державному секторі. Однак поступове покращення югославської економіки наприкінці 1930-х років після найнижчої точки її падіння в 1932 році — найгіршому році Великої депресії, принесло Стоядиновичу певну популярність. Він вважав, що розв'язком проблеми Великої депресії були б тісніші економічні зв'язки з Німеччиною, якій не вистачало багатьох видів сировини, необхідної для сучасної індустріальної економіки, і чиє населення перевищувало можливості німецьких фермерів прогодувати його. Оскільки Німеччині були потрібні і продовольство, і така сировина, як залізо, боксити, мідь і марганець, Югославія з 1935 року переживала економічний розквіт, експортуючи в Німеччину корисні копалини та сільськогосподарську продукцію у величезних масштабах, що привело до економічного відродження та потрапляння Югославії в німецьку економічну сферу впливу.

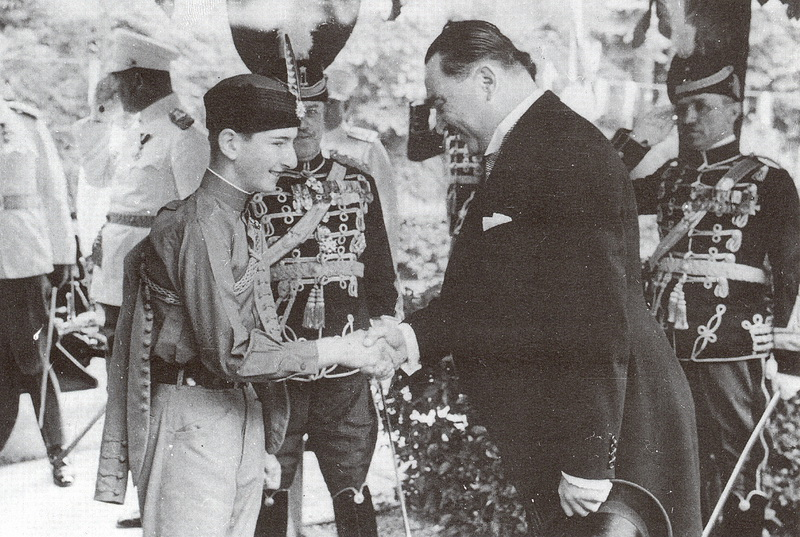
Стоядинович із принцом Петром II

Принц-регент Павло надіявся, що Стоядинович піде назустріч хорватам, але небажання прем'єр-міністра обговорювати федералізацію Югославії створило серйозні труднощі в цьому плані. У рамках спроби налагодити зв'язки з хорватами Стоядинович 1935 року підписав конкордат із Ватиканом. Метою конкордату було здобути підтримку хорватів для Югославського радикального союзу, як це було неофіційно погоджено під час переговорів — у разі прийняття конкордату Римо-католицька церква забезпечила б свій моральний вплив на хорватських виборців на користь Югославського радикального союзу. Одначе спротив Сербської православної церкви змусив Стоядиновича відкласти подання конкордату на ратифікацію. У вигляді ще однієї поступки хорватам Стоядинович дозволив поставити в Загребі пам'ятник убитому хорватському політику Степану Радичу та повернути хорватів, які виїхали у вигнання за короля Олександра, включаючи зятя Радича, який колись закликав до незалежності Хорватії. Хоча в теорії Стоядинович був прибічником економічного лібералізму, на практиці він віддавав перевагу етатистичній економічній політиці, доводячи, що держава має втрутитися, щоб покласти край Великій депресії.

#### Дипломатія
Стоядинович розцінював військову загрозу з боку нацистської Німеччини, фашистської Італії та навколишніх країн як неминучу. З самого початку свого прем'єрства він працював над зближенням Югославії з Німеччиною та віддаленням її від традиційного союзника Франції. Наприкінці 1935 року Стоядинович призначив югославським посланником у Берліні добре відомого германофіла, замінивши колишнього посланника, який мав більш критичне ставлення до «райху». Ще до ремілітаризації Рейнської області Югославія під керівництвом Стоядиновича заклала підвалини майбутньої пронімецької зовнішньої політики. 1935 року Югославія дотримувалася санкцій, які Ліга Націй наклала на Італію, що завдало шкоди югославській економіці, в той самий час Стоядинович підписав свій перший економічний договір із Німеччиною. У лютому 1936 року він прийняв у Белграді царя Бориса III, ознаменувавши початок югославсько-болгарського зближення, оскільки Стоядинович хотів більш дружніх відносин із Софією для розв'язання «македонського питання», яке отруювало югославсько-болгарські взаємини у міжвоєнний період.
Ще 1927 року, коли Рейнська область була ще під французькою окупацією, Югославія підписала із Францією договір про союз, а під час франко-югославських штабних переговорів було обіцяно, що Франція перейде в наступ на західну Німеччину, якщо та розпочне нову війну. Поки Рейнська область залишалася демілітаризованою зоною, завжди існувала ймовірність того, що французи розгорнуть наступ на західну Німеччину, що заспокоювало Югославію. Вайнберг писав, що демілітаризований статус Рейнської області, який передбачав Версальський договір, був «...єдиною найважливішою гарантією миру в Європі», оскільки поки Рейнська область була демілітаризована, у Німеччини не було можливості напасти на будь-якого із союзників Франції у Східній Європі, не наразившись на ризик нищівного наступу Франції на захід Німеччини. Ремілітаризація Рейнської області 7 березня 1936 року означала, що Німеччина почала будувати Західну стіну вздовж свого кордону з Францією, що поклало край будь-якій надії на французький наступ на західну Німеччину. З точки зору Югославії, ремілітаризація Рейнської області та будівництво Західної стіни означало, що Німеччина тепер могла розпочати наступ на Східну Європу, не боячись Франції, що змусило Стоядиновича порвати з традиційною профранцузькою зовнішньою політикою Югославії та прагнути порозуміння з «райхом». 15–20 червня 1936 року начальники генеральних штабів Малої Антанти (Румунія, Чехословаччина та Югославія) зустрілися в Бухаресті, щоб обговорити свої плани після ремілітаризації Рейнської області. Похмурий підсумок Бухарестської зустрічі полягав у тому, що Франція перестала бути визначальним чинником у Східній Європі і відтепер у цьому регіоні залишилось тільки дві великі держави, а саме Радянський Союз і Німеччина, а перемога у новій війні будь-кого з цих двох означала б кінець його незалежності. Стоядинович вважав майбутнє Королівства Югославії стійким лише за умови встановлення нейтрального статусу, подібного до швейцарського. Його зовнішня політика послідовно йшла до цієї мети. Прикладами є договір про ненапад з Італією та подовження Югославією договору про дружбу з Францією.
Політика фашистської Італії щодо Югославії зазвичай була ворожою, але, починаючи з 1936 року, Беніто Муссоліні докладав великих зусиль, щоб переконати Югославію відмовитися від альянсу з Францією. Після обрання у Франції уряду Народного фронту Леона Блюма зовнішня політика Італії стала дуже антифранцузькою, і Муссоліні в рамках своєї антифранцузької стратегії хотів відірвати Югославію від «санітарного кордону», оскільки та була єдиною зі східноєвропейських союзниць Франції, яка мала спільний кордон з Італією. Окрім своїх антифранцузьких цілей, Муссоліні мав плани анексувати Албанію і використовувати її як базу для завоювання Греції, яка була союзницею Югославії по Балканській Антанті. Таким чином із його точки зору союз із Белградом ставав корисним. Муссоліні очікував, що вбивство короля Олександра 1934 року, яке він фінансував, спричинить громадянську війну між різними народами Югославії, що, у свою чергу, дозволить італійцям захопити частини Югославії, яких вони так довго жадали. Проте вбивство Олександра 9 жовтня 1934 року протягом його державного візиту до Франції не викликало очікуваної громадянської війни, показавши Муссоліні, що Югославія стабільніша, ніж той думав, що змусило його тимчасово відмовитися від своїх планів проти цієї країни та натомість працювати над зближенням із Белградом, яке Стоядинович вітав. Починаючи з 1936 року, з'являлося дедалі більше ознак того, що Італія та Німеччина відклали свої розбіжності, зумовлені «австрійським питанням», заради спільної роботи, яка увінчалася промовою Муссоліні в Мілані в жовтні 1936 року, в якій він проголосив те, що потім буде відомо в Європі як «вісь Берлін—Рим». Існування «осі Берлін-Рим» поклало край усім сподіванням югославів затулитися Італією від Німеччини.

#### Балканські відносини
У жовтні 1936 року Стоядинович відвідав Стамбул і, повертаючись у Белград, зупинився в замку Кричим, який був заміською резиденцією короля Бориса. Перебування в замку Кричим Борис і Стоядинович погодилися підписати договір про дружбу. Відповідно до умов Балканського пакту, якщо будь-який його учасник бажав підписати договір з іншою балканською державою, вимагалося схвалення інших членів. Стоядинович зіткнувся з невеличким спротивом Туреччини, але і Румунія, і Греція рішуче заперечували, вважаючи, що Югославія покидає альянс, і знехотя дали дозвіл лише в січні 1937 року. І Румунія, і Греція дали свою згоду тільки тоді, коли Стоядинович погрожував підписати договір без їхнього дозволу, що розірвало б Балканський пакт.
Наприкінці 1936 року Стоядинович саботував дипломатичні зусилля набережної д'Орсе зміцнити Малу Антанту Чехословаччини, Румунії та Югославії через твердження, що умови Малої Антанти застосовуються проти агресії з боку будь-якої держави, а не лише Угорщини. І король Румунії Кароль II, і президент Чехословаччини Едвард Бенеш підтримали пропозицію Франції, і Стоядинович був єдиним, хто відмовився обговорювати внесення змін до установчого договору Малої Антанти. Коли у Белград прибув французький посланник, намагаючись переконати Стоядиновича змінити свою думку, той заявив, що Югославія тепер настільки глибоко в економічній сфері впливу Німеччини, що він просто не може ризикувати війною з «Райхом», який став найбільшим торговельним партнером Югославії та інвестором. Югославія настільки глибоео ввійшла в економічну сферу Німеччини, що в Берліні вважали непотрібним підписувати союз із Белградом, позаяк вважалося, що економічні інтереси самі спрацюють на те, щоб Югославія стала «де-факто» союзницею Німеччини. До 1938 року 60% торгівлі Югославії було з Німеччиною, перетворивши «Райх» на найбільшого торговельного партнера Югославії, при цьому Німеччина імпортувала боксити, мідь і марганець, готуючись до війни, а більшість споживчих товарів і основних засобів у Югославії були імпортовані з Німеччини.
24 січня 1937 року Стоядинович підписав пакт про дружбу з Болгарією. Хоча пакт насправді був банальним документом, у якому говорилося, що відтепер народи Югославії та Болгарії повинні жити разом у мирі та дружбі, під час підписання Стоядинович і його болгарський колега Георгій Кесеіванов усно домовилися, що Болгарія припинить висувати претензії на Югославську Македонію, в обмін на що Стоядинович підтримає претензії Болгарії проти Греції. Стоядинович хотів, щоб Югославія одержала більшу частину грецької Македонії, особливо портове місто Салоніки, а метою договору про дружбу було закласти основу югославсько-болгарського альянсу проти Греції. Під час підписання Стоядинович і Кесеіванов домовилися, що Александруполіс відійде до Болгарії, а Югославія візьме Салоніки. Оскільки Болгарія була союзницею Італії з огляду на те, що Борис був одружений з донькою італійського короля Віктора Еммануїла III принцесою Джованною, поліпшення відносин із Софією узгоджувалося з планами Стоядиновича покращити відносини з Римом. Стоядинович мав намір покласти край проблемі тероризму усташів у Хорватії через зближення з Італією, яке б змусило італійців припинити підтримку усташів, що відповідало б його планам вирішення «хорватського питання».

#### Хорватія
У січні 1937 року на засіданні під головуванням князя Павла Стоядинович зустрівся з Владком Мачеком із Хорватської селянської партії. Він відхилив вимоги Мачека щодо федерації і натомість волів, щоб Мачек налагодив зв'язки з лідерами сербської опозиції, тим самим розділивши югославську політику на два блоки, які б виходили за етнічну належність, мову та релігію. Один блок мав би стати федералістським, а інший — унітаристським, у чому голова югославського уряду вбачав розв'язання проблем єдності Югославії, оскільки б це встановило пан-югославські зв'язки, які зрештою послабили б панівні зв'язки на основі мови, національності та віросповідання. Стоядинович намагався зробити себе «національним вождем» сербів у спосіб, який можна порівняти з тим, як Мачека вважали «національним вождем» хорватів, отця Корошця — «національним вождем» словенців, а Спахо — «національним вождем» боснійських мусульман, але неоднорідні цінності сербських виборців призвели до провалу його спроб стати сербським «національним лідером». Той факт, що серби були найбільшою етнічною групою в Югославії, означав, що сербські виборці не відчували потреби об'єднуватися навколо єдиного «національного» лідера так, як це робили меншини, які вважали, що не можуть дозволити собі роз'єднаності, та були схильні голосувати за одну партію.

#### Перемовини з державами Осі
У березні 1937 року Стоядинович сказав французькому посланнику в Белграді Раймону Брюгеру, що за лінією Мажино Франція в безпеці, але будівництво Західної стіни означає, що французька армія у разі нападу Німеччини на будь-кого з французьких союзників у Східній Європі, ймовірно, так і залишиться за лінією Мажино, що приводило його до висновку, що Югославії не слід «провокувати» Німеччину жодним можливим способом . Не повідомляючи Франції, Чехословаччини чи Румунії, Стоядинович узимку 1936-1937 рр. розпочав переговори щодо італо-югославського договору, покликаного вирішити всі нерозв'язані проблеми між двома країнами. 25 березня 1937 року для підписання договору зі Стоядиновичем у Белград прибув міністр закордонних справ Італії граф Галеаццо Чіано. За умовами італо-югославського договору Італія обіцяла приборкати усташів, поважати кордони Югославії і згодитися зі членством Югославії у Малій Антанті, Лізі Націй і Балканському пакті в обмін на те, що Югославія визнала включення Албанії в італійську сферу впливу. Хоча Стоядинович офіційно не відкидав ні альянсу з Францією, ні з Малою Антантою, італо-югославський договір значно наблизив Югославію до держав Осі та значною мірою послабив її вже наявні альянси, а також остаточно поклав край зусиллям Франції зміцнити Малу Антанту. Американський історик Ґергард Вайнберг так підсумував наслідки італо-югославського договору: «Після підписання з Італією, навряд чи можна було очікувати, що він [Стоядинович] підпише угоду з Францією, яка мала на меті захистити Югославію від її нового спільника. Навпаки, він не міг пообіцяти допомогти Чехословаччині проти Німеччини, партнера Італії по Осі. Таким чином, Стоядинович міг тепер упевнено заспокоїти  німців, що Югославія не укладе договору про допомогу з Францією».
Спроба конкордату зі Святим Престолом зумовила в 1937 році бурхливі протести з боку Сербської Православної Церкви, так і не набувши через це чинності. Коли в ніч із 23 на 24 червня 1937 року конкордат надійшов на ратифікацію скупщині, у Белграді спалахнули протести православних священників, які назвали конкордат запроданством на користь римокатоликів. Тієї самої ночі, коли парламент голосував за ратифікацію конкордату, помер патріарх Сербської православної церкви Варнава, що вірні розцінили як знамення, що Бог не схвалює конкордат. Той факт, що патріарх помер тієї ж ночі, викликав величезну негативну реакцію проти конкордату серед сербів, і православна церква оголосила, що всі православні депутати в скупщині, які голосували за конкордат, тепер покарані. Стоядинович відкликав конкордат, намагаючись зберегти свою популярність серед сербів, що завдало шкоди його репутації як чесного учасника переговорів з хорватами і дало підстави Мачеку звинуватити його в нечесності. Наслідком проваленого конкордату стало те, що Стоядинович втратив народну підтримку як у Хорватії, так і в Сербії. У жовтні 1937 року Мачек підписав угоду під назвою «Блок національної згоди», яка об'єднала його власну Хорватську селянську партію з фракцією сербських радикалів, демократів, аграрної партії та незалежних демократів, які виступали проти Стоядиновича. До того часу всупереч економічному піднесенню Стоядинович став дуже непопулярним через непереборну корупцію в його уряді. Британська письменниця Ребекка Вест, яка 1937 року поїхала в Югославію у справі своєї книжки «Чорне ягня і сірий сокіл», повідомляла, що прості люди розказували їй, що Стоядинович був «тираном і ворогом свободи», якого «ненавиділи по всій землі вздовж і впоперек», оскільки ходили вперті чутки, що Стоядинович і компанія розкрадають державну скарбницю. У грудні 1937 року Стоядинович відвідав Рим, щоб зустрітися з Беніто Муссоліні та його зятем, міністром закордонних справ графом Галеаццо Чіано, яких він розглядав як друзів. Чіано писав у своєму щоденнику, що Стоядиновичу: «...сподобалася формула Муссоліні: сила і консенсус. Король Олександр мав тільки силу. С[тоядинович] хоче популяризувати його диктатуру». Чіано відповів взаємністю на зачарування Стоядиновича фашистською Італією, написавши у своєму щоденнику, що він «наш щирий друг... сильна, повнокровна людина з дзвінким сміхом і сильним рукостисканням... людина, яка вселяє довіру... З усіх політичних людей, з якими я досі стикався у моїх європейських походеньках, він той, кого я вважаю найцікавішим». Попри те, що Стоядинович взяв із собою дружину, Чіано влаштовував вечірки «з найкрасивішими жінками римського вищого товариства», знаючи, що Стоядинович був бабієм, який забирав у ліжко багатьох римських красунь, яких він зустрічав.

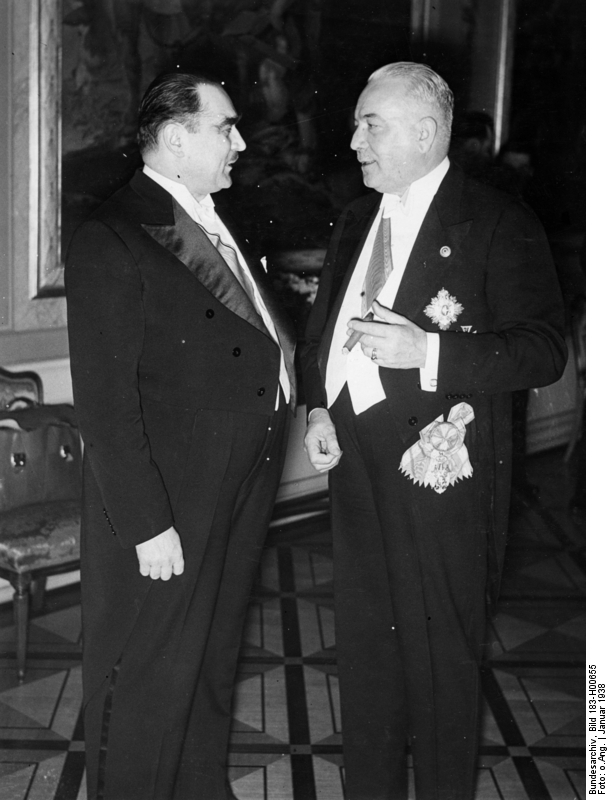
Стоядинович із міністром закордонних справ Німеччини Константіном фон Нойратом у січні 1938 року протягом його візиту в Берлін

Мала Антанта 1921 року передбачала, що Югославія зобов'язується вступити у війну, якщо Угорщина нападе на Чехословаччину чи Румунію. У січні 1938 року Стоядинович відвідав Німеччину, щоб зустрітися з Адольфом Гітлером, якого запевнив у своїх особистих симпатіях до фюрера, котрий бажає набагато тісніших німецько-югославських зв'язків. Гітлер, зі свого боку, запевнив Стоядиновича, що поки він продовжує свою пронімецьку політику, Німеччина не тільки ніколи не нападе на Югославію, а й не підтримає претензій Угорщини до Югославії, що утвердило Стоядиновича у думці про правильність його зовнішньої політики. Він пообіцяв Гітлеру, що Югославія прийме будь-який аншлюс Австрії, позаяк Югославія вважала питання анексії Австрії «внутрішньою» справою Німеччини. Стоядинович заявив, що Югославія завжди мала добрі взаємини з Німеччиною, за винятком випадків, коли вона дивилася на Райх крізь «чужі окуляри» (натяк на Францію), що спонукало Гітлера сказати, що Німеччина більше не дивиться на Югославію «крізь віденські окуляри».
Ремарки Стоядиновича під час його візиту до Берліна призвели після його повернення у Белград до вибухонебезпечної зустрічі з французьким посланником у Югославії Раймоном Брюгером. Брюгер був самовпевненим типом, який не завжди дотримувався тонкощів дипломатії. Він виступив проти Стоядиновича, висловивши своє «здивування» його заявами в Берліні, що призвело до звинувачень у тому, що Стоядинович позбувається друзів Югославії заради ворогів. Стоядинович, який не хотів розривати альянсу з Францією, відповів, що збереження альянсу з Францією залишається «основоположним» елементом його зовнішньої політики, що спонукало Брюгера вимагати доказів таких намірів. Брюгер зажадав, щоб генералітет югославської армії ще раз провів штабні переговори з генеральним штабом французької армії та щоб Югославія знову почала купувати французьку зброю, заявивши, що, на його думку, Югославія є союзницею Франції на словах, а не на ділі.
1938 року Німеччина планувала напасти на Чехословаччину, і Муссоліні у спробі підсобити Гітлеру, працював над тим, щоб відірвати Югославію від Малої Антанти. У червні 1938 року Стоядинович зустрівся з графом Чіано і пообіцяв йому, що Югославія не вчинить ніяких дій, якщо Німеччина нападе на Чехословаччину. Навзамін Стоядинович попросив італійців використати свій вплив на угорців, щоб утримати Угорщину від нападу на Чехословаччину, заявивши, що Мала Антанта спрямована проти Угорщини, і доки Угорщина залишатиметься нейтральною, такою ж буде і Югославія. Після Мюнхенської угоди Стоядиновича, здавалося, цілком задовольняло уявлення про Німеччину як гегемона в Східній Європі, а німецько-югославські відносини поліпшилися настільки, що наприкінці 1938 року Стоядинович почав переговори про закупівлю в Німеччини зброї для Югославії. Стоядинович почав називати себе «воджа» (вождь), але відмовився від цього титулу, коли зрозумів, що при його повторній вимові сербохорватською мовою це звучить як слово «джаво» (диявол), чим і скористалися опоненти прем'єр-міністра, глузуючи з прихильників Югославського радикального союзу за те, що ті нібито прославляють «диявола». Крім того, Стоядинович називав себе «вождем» змусив принца-регента Павла засумніватися у його лояльності до короля Петра II.

#### Заміна
За день до виборів 11 грудня 1938 року Стоядинович на прес-конференції у Белграді сказав групі журналістів, що платформа JRZ така: «Один король, одна нація, одна держава, розквіт удома, мир на кордонах». Під час виборів Стоядинович представляв себе як силача, агітаційні брошури якого проголошували гасло «один король, одна нація, одна держава», містячи фотографії Стоядиновича, де він виступає з промовами перед своїми прихильниками в одностроях. Наприкінці 1938 року його переобрали, хоча й з меншою від очікуваної перевагою, він не зумів примирити хорватів, зате зібрав воєнізований легіон власних послідовників («зеленосорочечники»), та не сформулював жодної чіткої політичної програми, надаючи регенту князеві Павлу бажаний привід для заміни Стоядиновича 5 лютого 1939 року на Драгішу Цветковича. На початку 1939 року князь Павло розгледів у самолюбному Стоядиновичу з його мріями стати фашистським вождем загрозу власній владі.
Після його зміщення з посади принц-регент пішов далі, затримавши Стоядиновича без належної причини, доки тому не вдалося за допомогою своїх міцних особистих зв'язків із королем Великобританії Георгом VI (який був весільним боярином принца-регента в 1923 році) скористатися підтримкою Сполученого Королівства, внаслідок чого Стоядиновича відправили у вигнання в колонію Британської корони Маврикій, де його утримували під час Другої світової війни. 17 березня 1941 року Стоядиновича передали силам британської армії в Греції, звідки відправили на Маврикій. Під той час Павло віддавав перевагу вигнанню, оскільки боявся, що Стоядинович може стати центральною постаттю диригованого з Берліна державного перевороту прибічників країн Осі. Павло хотів упевнитися, що в Белграді не буде альтернативного керівництва, з яким держави Осі могли б укласти угоду. Британський прем'єр-міністр Вінстон Черчилль виправдовував інтернування Стоядиновича на Маврикії тим, що той був «потенційним колаборантом і ворогом».

### Еміграція
1946 року Стоядинович переїхав у Ріо-де-Жанейро, а потім у Буенос-Айрес, де возз'єднався зі своєю дружиною та двома дочками. Решту свого життя він провів радником президента з економічних і фінансових питань в урядах Аргентини, заснувавши фінансову газету El Economista. Стоядинович був наближеним до аргентинського президента Хуана Перона, у якого працював економічним радником. Його заможний спосіб життя в Буенос-Айресі свідчив про те, що чутки про особисту корупцію з його боку під час перебування на посаді прем'єр-міністра мали певну основу.
1954 року Стоядинович зустрівся з колишнім «поглавником» Незалежної Держави Хорватія Анте Павеличем, який теж проживав у Буенос-Айресі, та погодився співпрацювати з ним у створенні двох незалежних і розширених хорватської та сербської держав. Оскільки під час Другої світової війни режим Павелича знищив від 300 до 500 тис. сербів, готовність Стоядиновича працювати з Павеличем великою мірою дискредитувала його і в Югославії, і серед заокеанської сербської діаспори. Кампанію усташів проти сербів у Другій світовій війні як серби, так і вчені кола розглядають як акт геноциду, тому фотографії Стоядиновича, який потискає руку Павеличу, поставили хрест на всьому, що залишалося від його доброї репутації.
1961 року він помер. Мемуари Стоядиновича під назвою «Ні війна, ні пакт» (серб. Ni rat, ni pakt) були посмертно опубліковані в Буенос-Айресі 1963 року та перевидані в Рієці 1970 року.